# BMW 700
BMW 700 — мікролітражний задньомоторний легковий автомобіль, що випускався компанією BMW з серпня 1959 по вересень 1965 року.

## Опис
Базувався на агрегатах BMW 600 (котрий, у свою чергу, являв собою модифікацію автомобіля Isetta). На відміну від «шестисотого», BMW 700 мав нормальний кузов з двома бічними дверима. Дизайн автомобіля був виконаний Джованні Мікелотті (Giovanni Michelotti). Основною моделлю був двохдверний седан, крім того кузовне ательє Karosserie Baur зі Штутгарта робило кузови для купе і кабріолетів.
Двигун був двоциліндровим, повітряного охолодження, об'ємом 697 см³ і походив від мотоцикла BMW R67. Він розвивав потужність 32 к.с. і за даними виробника розганяв машинку до 125 км/год.
У березні 1962 року седан був модернізований і став називатися BMW LS Saloon, колісна база збільшилася на 160 мм, а загальна довжина - на 320 мм. У вересні 1964 року аналогічним чином було модернізовано і купе, тепер називалося BMW LS Coupé.
«Семисотий» був однією з декількох моделей, які врятували BMW від банкрутства на рубежі 50-х і 60-х років. Загальне число випущених екземплярів досягло 188 221, що в п'ять разів більше, ніж число випущених екземплярів його попередника. Такий успіх змусив керівництво компанії відмовитися від запланованого недружнього злиття з Mercedes-Benz. У 1961 році на виручені при продажі BMW 700 гроші фірма запустила у виробництво нову модель, знову з дизайном від Мікелотті - BMW New Class 1500, поява якої символізувало закінчення кризи компанії і її відхід від виробництва дешевих малолітражок, які допомогли компанії залишитися на плаву.
Модель 700 RS являла собою сильно модифіковану гоночну версію. Вона мала спеціальний легкий і аеродинамічний кузов, а двигун був форсований до 70 к.с. На таких машинах успішно виступали гонщики Hans Stuck і Jacky Ickx.
«Семисотий» став останнім компактним BMW до самого 2004 року, коли з'явився BMW 1 Серії (E87) - єдиний у своєму класі автомобіль із заднім приводом і поздовжньо розташованим двигуном.
З квітня 2010 року баварська компанія пропонує всім власникам семисотих та інших ретро моделей послуги фірмового сервісу.

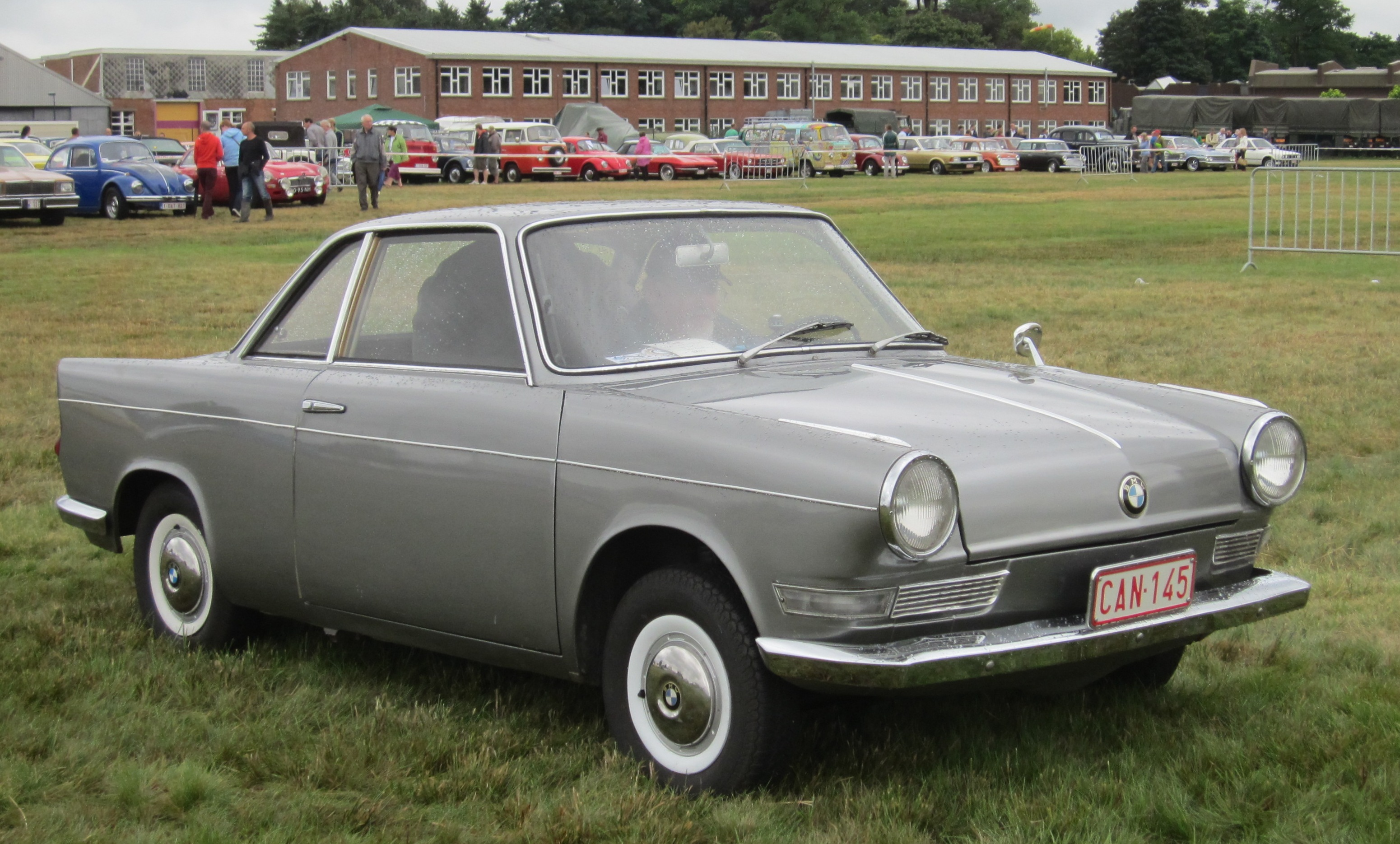
BMW 700 Coupé
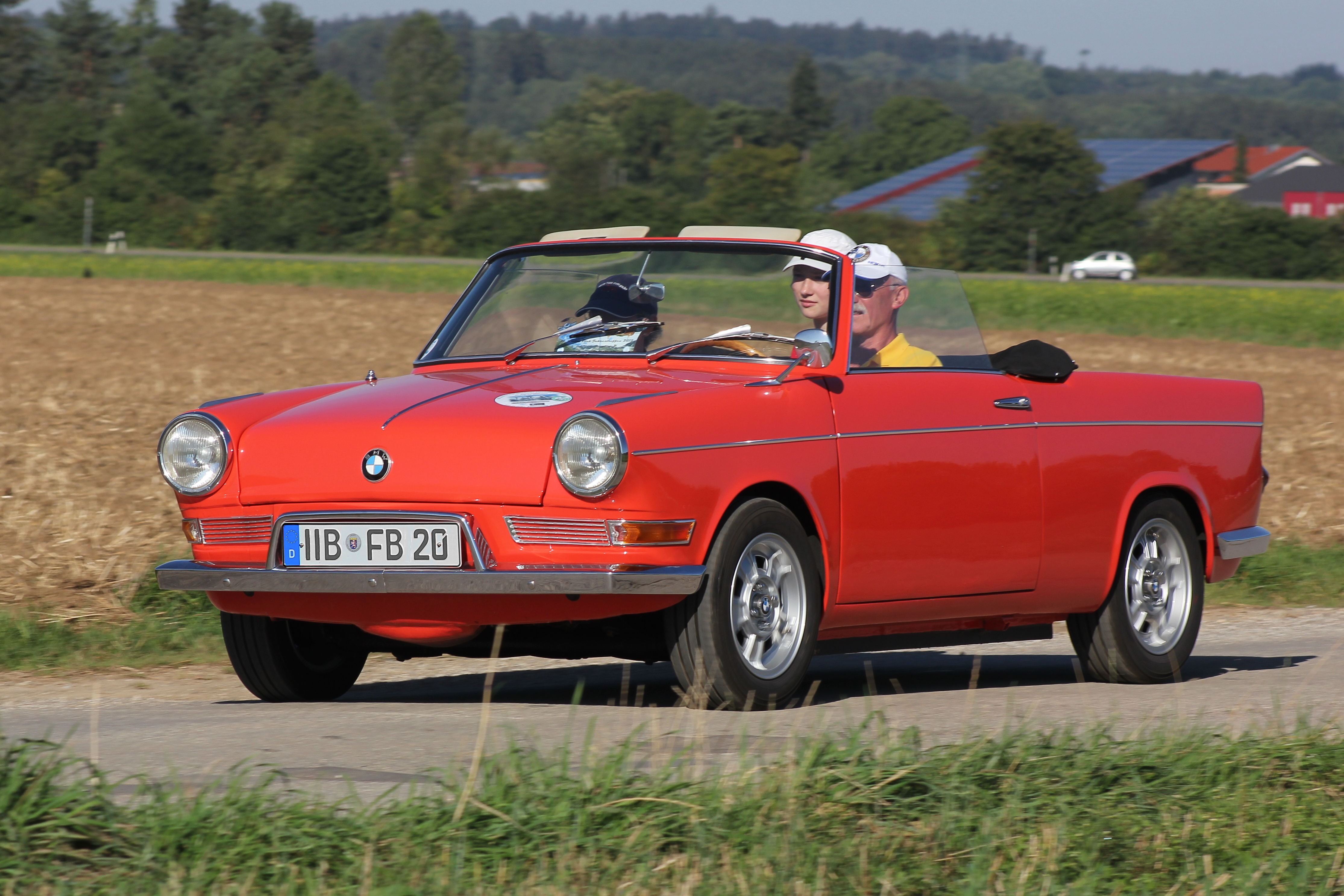
BMW 700 Cabriolet
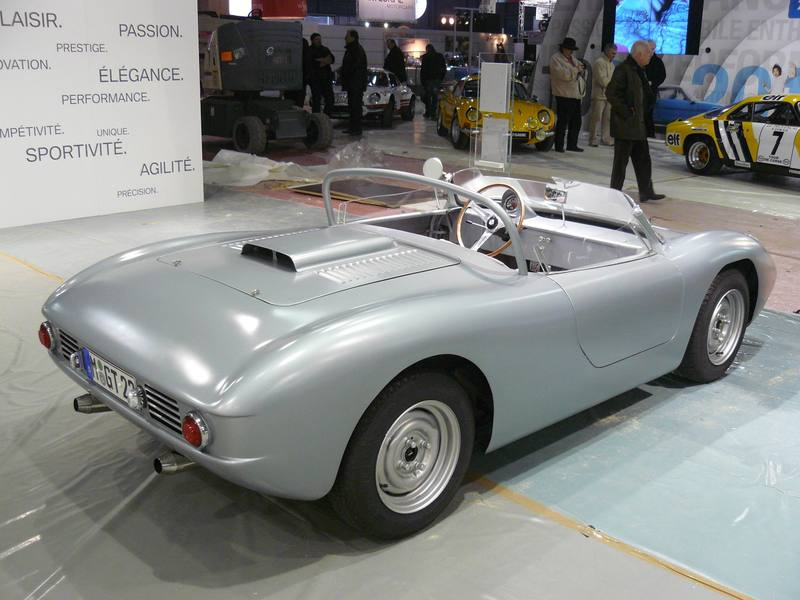
700 RS
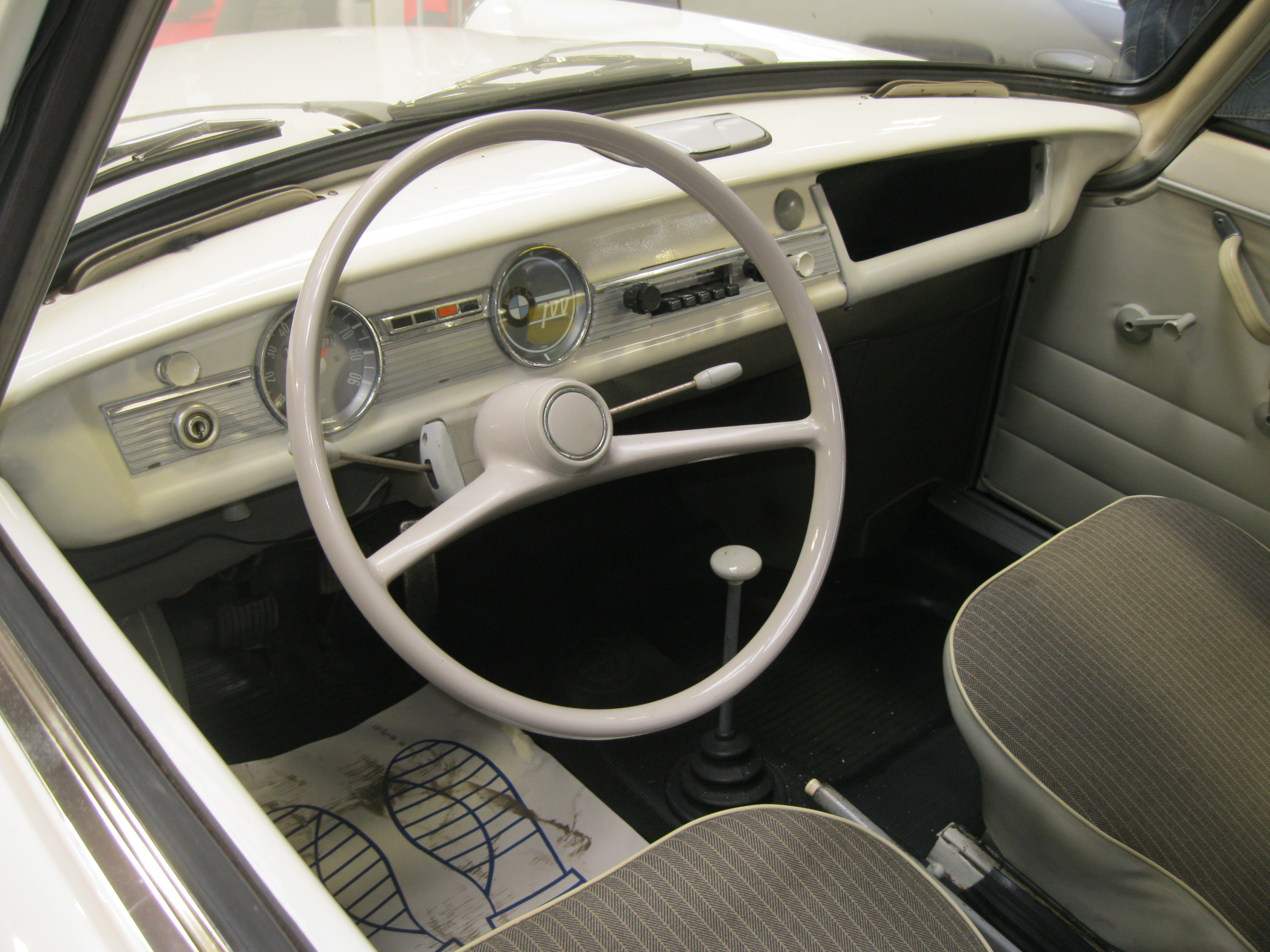